# 800 René-Lévesque Ouest
Le 800 René Lévesque Ouest, appelé également Tour Terminal, est un gratte-ciel de bureaux de Montréal. Il a été bâti en 1966, mesure 125 mètres de hauteur et compte 30 étages. Il a été rénové en 2002.
L'édifice, sis au 800 boulevard René-Lévesque Ouest, près de la station Bonaventure, est relié à la ville intérieure ainsi qu'à la Gare centrale de Montréal dont il masque l'entrée. Tour de bureaux et de commerces divers, le bâtiment est situé tout juste à côté du grand hôtel Fairmont Le Reine Élizabeth.
Sa hauteur est équivalente à celle de la tour de la Maison Astral, qui compte toutefois quatre étages de plus, les plaçant au 17e rang ex æquo pour leur mesure à Montréal.
L'édifice a été commandé par la société de transport ferroviaire CN. Il était à sa construction le 5e bâtiment le plus élevé de la ville, après la Tour Telus.
À son sommet se trouve le logo du cabinet d'audit Ernst & Young, qui y dispose de son siège social local.